# Pasión de Cristo

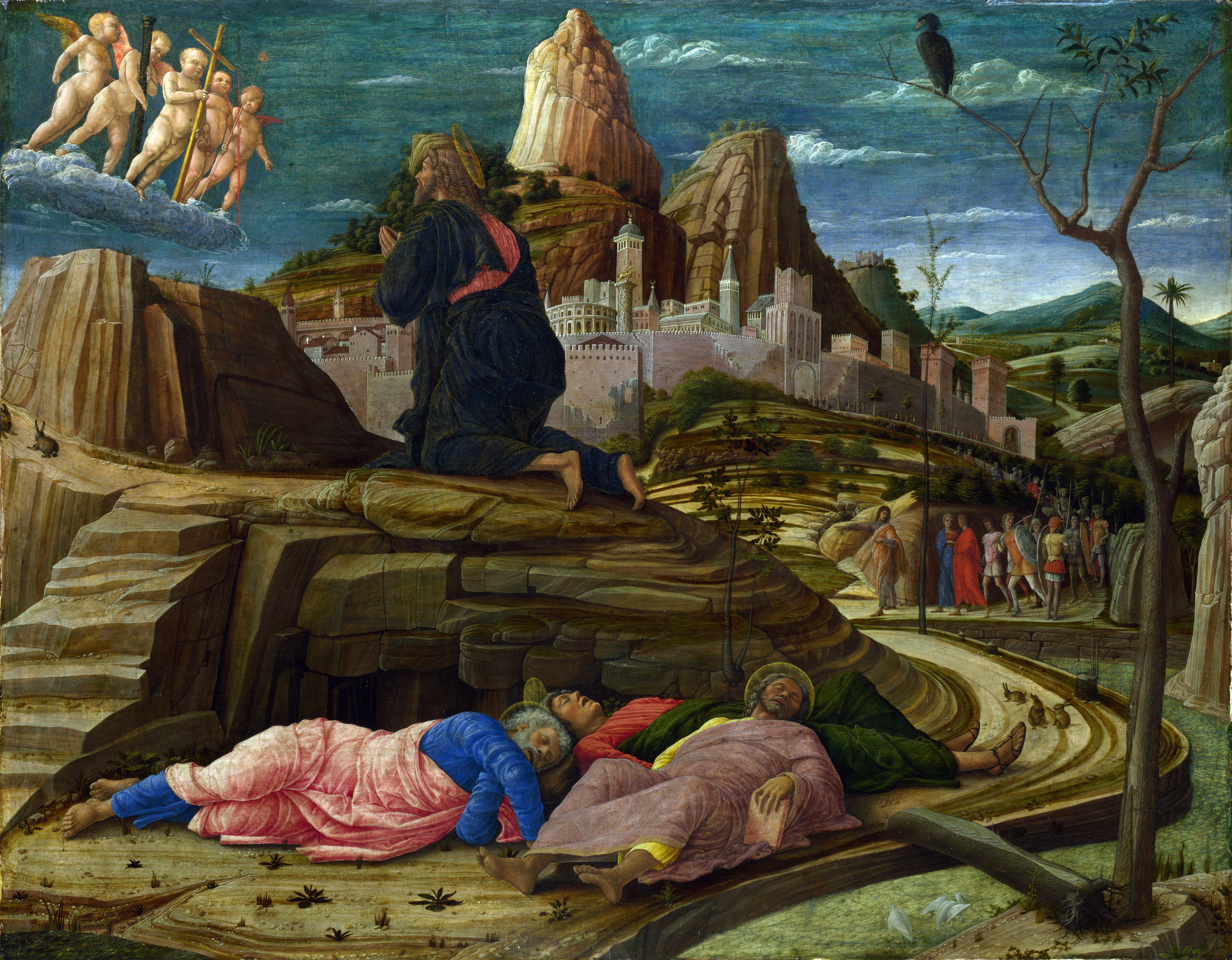
La oración del Huerto, de Andrea Mantegna (ca. 1450).

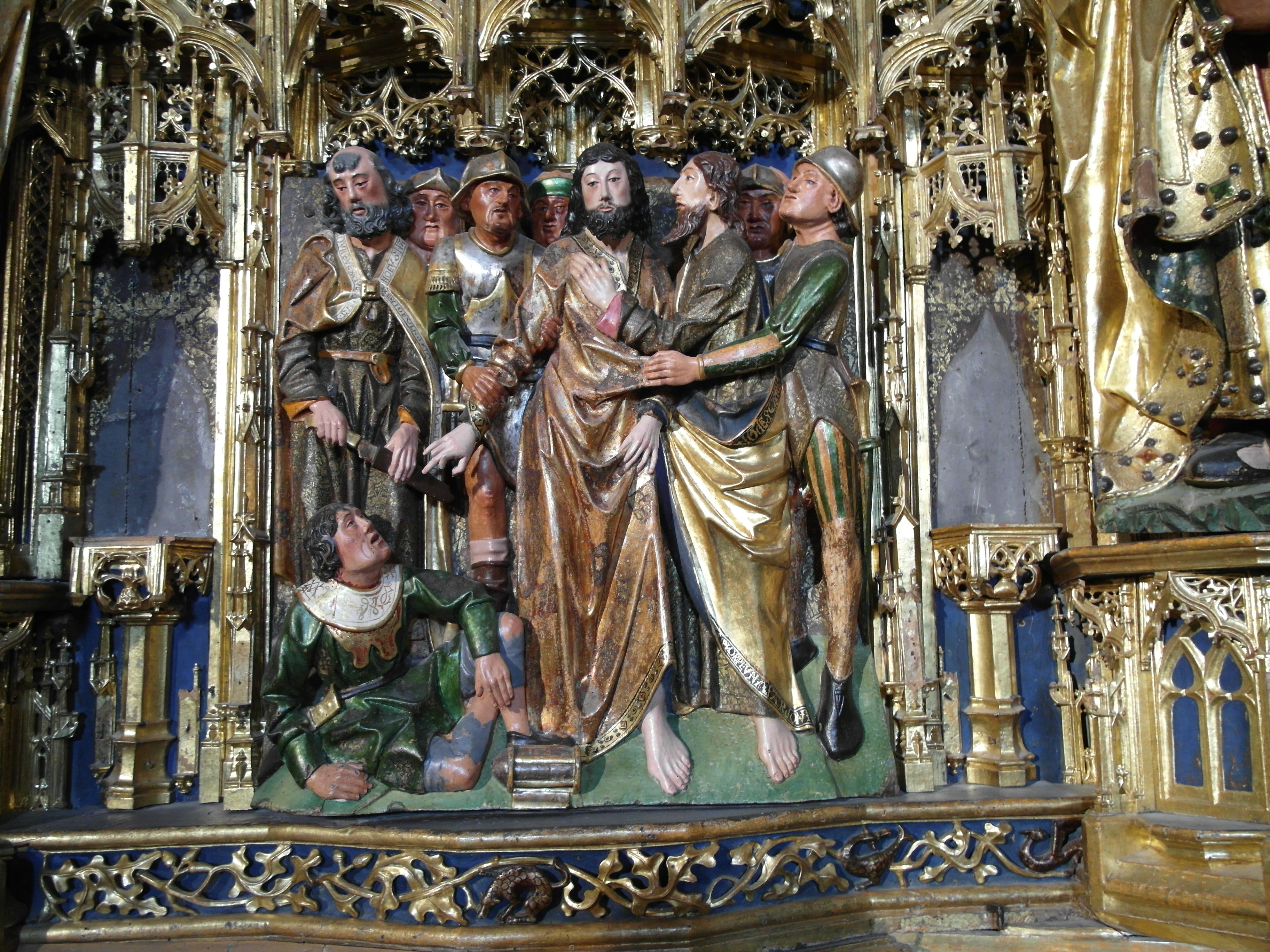
Prendimiento de Jesús en el retablo mayor de la Cartuja de Miraflores (Burgos, ca. 1500).

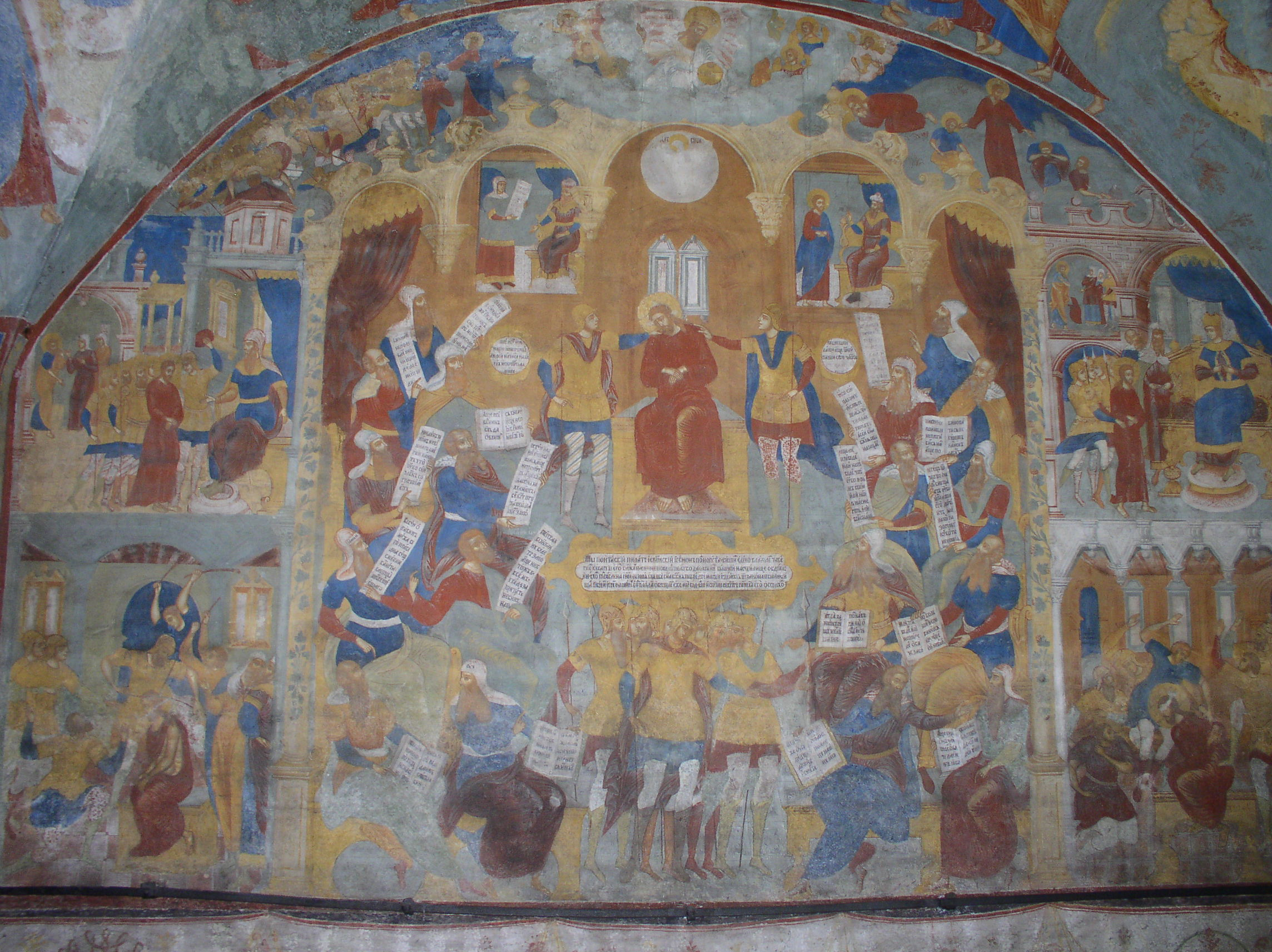
Juicio de Jesús en un fresco de la iglesia de San Juan Bautista (Yaroslavl,).

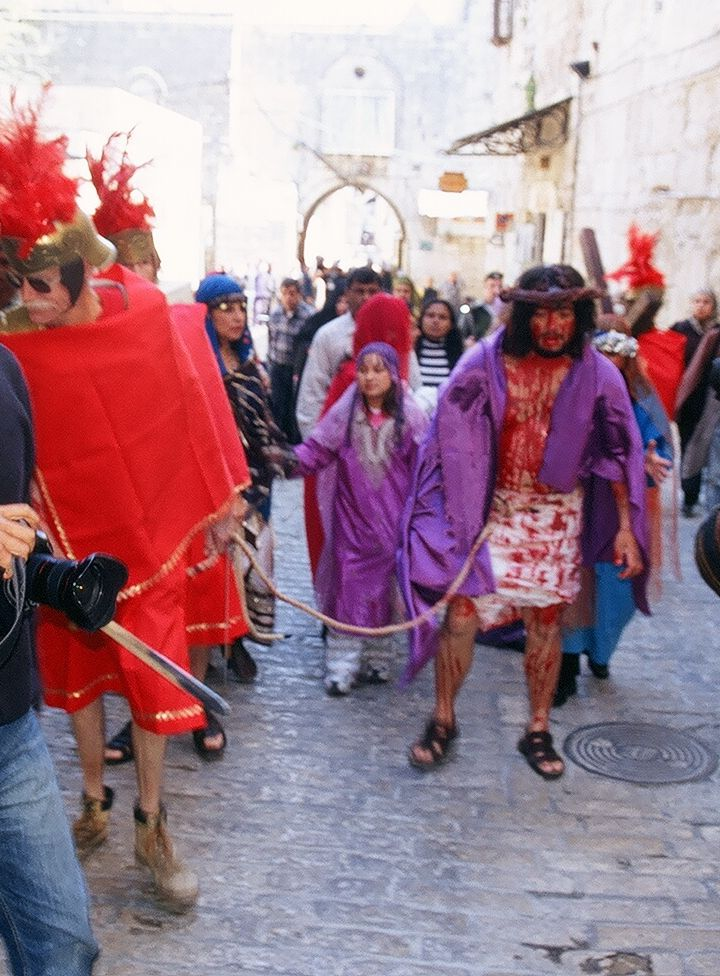
Representación del camino de Cristo al Calvario en la Via Dolorosa de Jerusalén, de la Puerta de los Leones a la Iglesia del Santo Sepulcro.

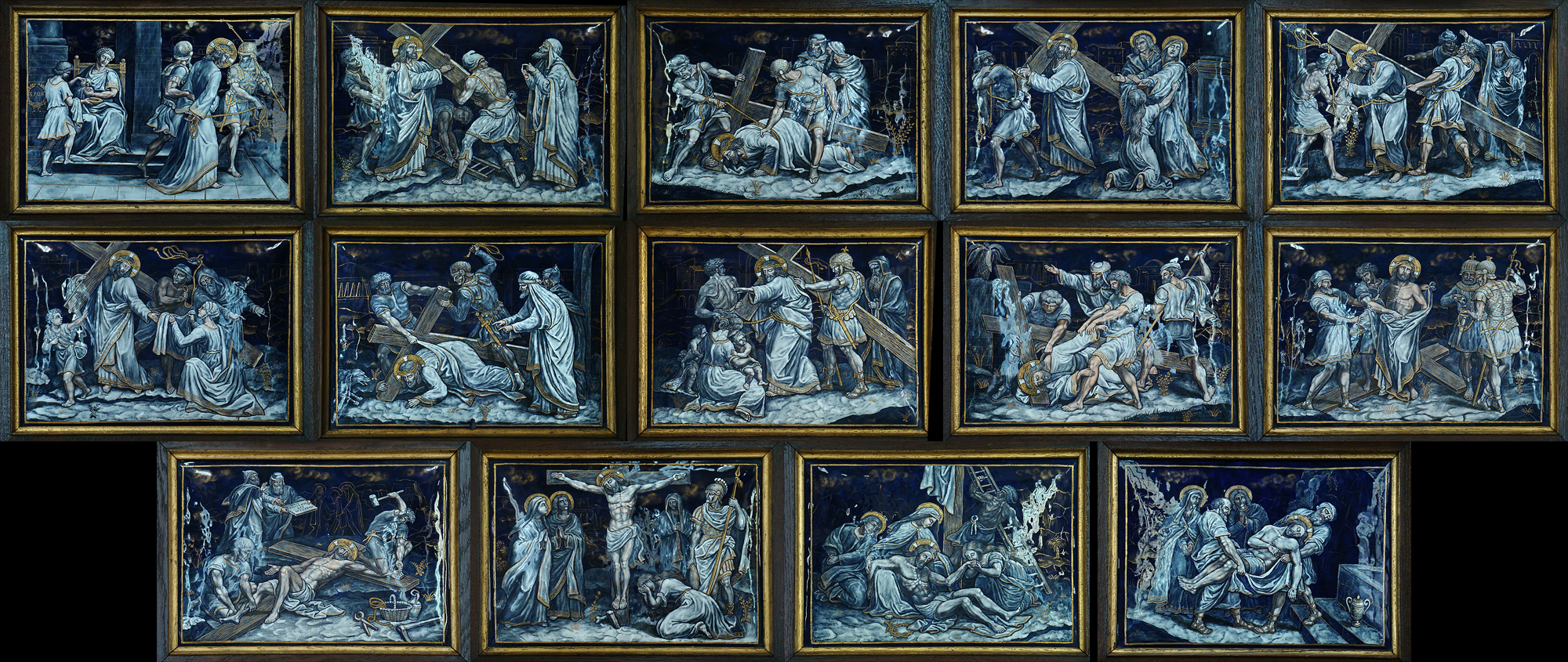
Via Crucis en esmalte en la iglesia de Notre-Dame-des-Champs (Avranches).

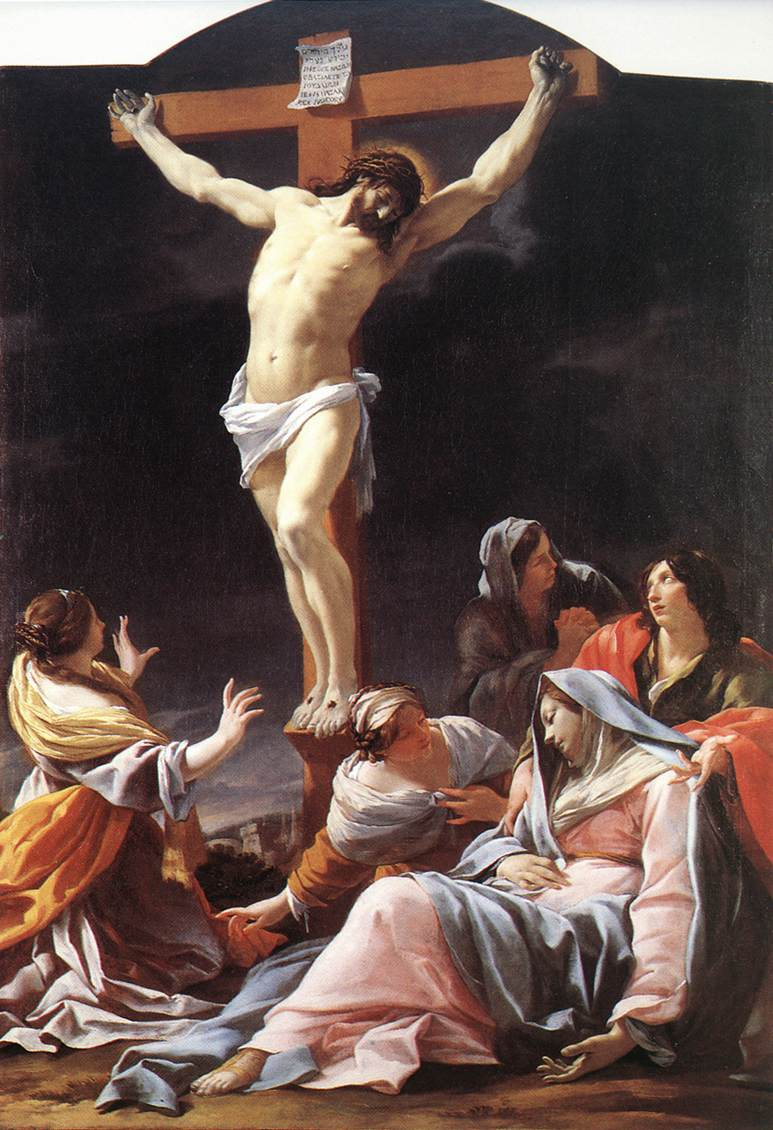
Cristo crucificado, de Simon Vouet.

Pasión de Cristo o pasión de Jesús es la denominación convencional utilizada para englobar los episodios evangélicos que narran los sucesos protagonizados por Jesucristo entre la última cena, su crucifixión y muerte (el ciclo narrativo puede detenerse ahí —comprendiendo aproximadamente una noche y el día siguiente— o continuarse con su entierro y resurrección, al tercer día —el cómputo cronológico ha sido históricamente objeto de debate—). También es el tema más utilizado en el arte cristiano.
La palabra castellana "pasión" proviene de la latina passĭo, -ōnis, siendo esta un calco de la griega πάθος (pathos). Hace referencia a los sufrimientos de Cristo, entre los que se incluyen: la traición de uno de sus discípulos (Judas Iscariote) y la negación de otro (San Pedro), la oración del huerto (aceptación trágica de su destino mientras los apóstoles, dormidos, le dejaban solo en el Huerto de los Olivos —Getsemaní—), su prendimiento (tras ser señalado con el "beso de Judas" y renunciar a que sus discípulos le defendieran), su periplo judicial entre Anás, Caifás, Pilatos y Herodes (el juicio de Cristo, con sus interrogatorios y enigmáticas respuestas), en el transcurso del cual se producen diversos episodios de burlas y torturas a cargo de los soldados (Cristo en la columna, coronación de espinas, los llamados improperios), la presentación a la multitud (Ecce Homo), la alternativa presentada a elección popular (salvar a Cristo o a Barrabás), su condena a muerte con el "lavado de manos" de Pilatos, el Via Crucis (el camino, cargado con la cruz, atravesando Jerusalén —por la actualmente llamada Via Dolorosa— hasta el monte Calvario —Gólgota—, con varias caídas —debe ser ayudado por Simón de Cirene— y encuentros —con Verónica, que le seca el rostro, con su madre, con las mujeres de Jerusalén—), el expolio (ser despojado de sus ropas), y la crucifixión entre dos ladrones (Dimas y Gestas).

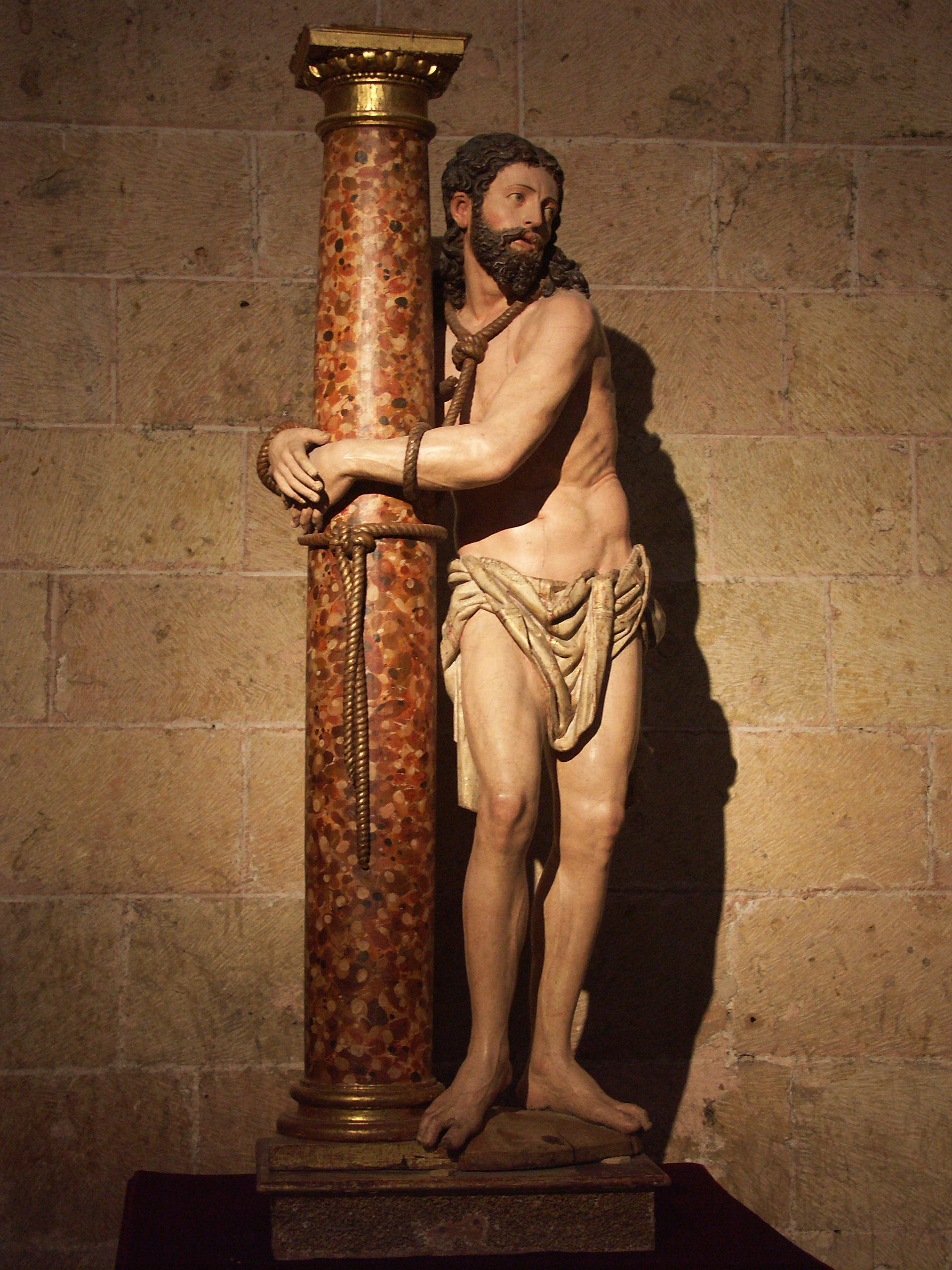
Cristo en la columna, de Pedro de Bolduque.
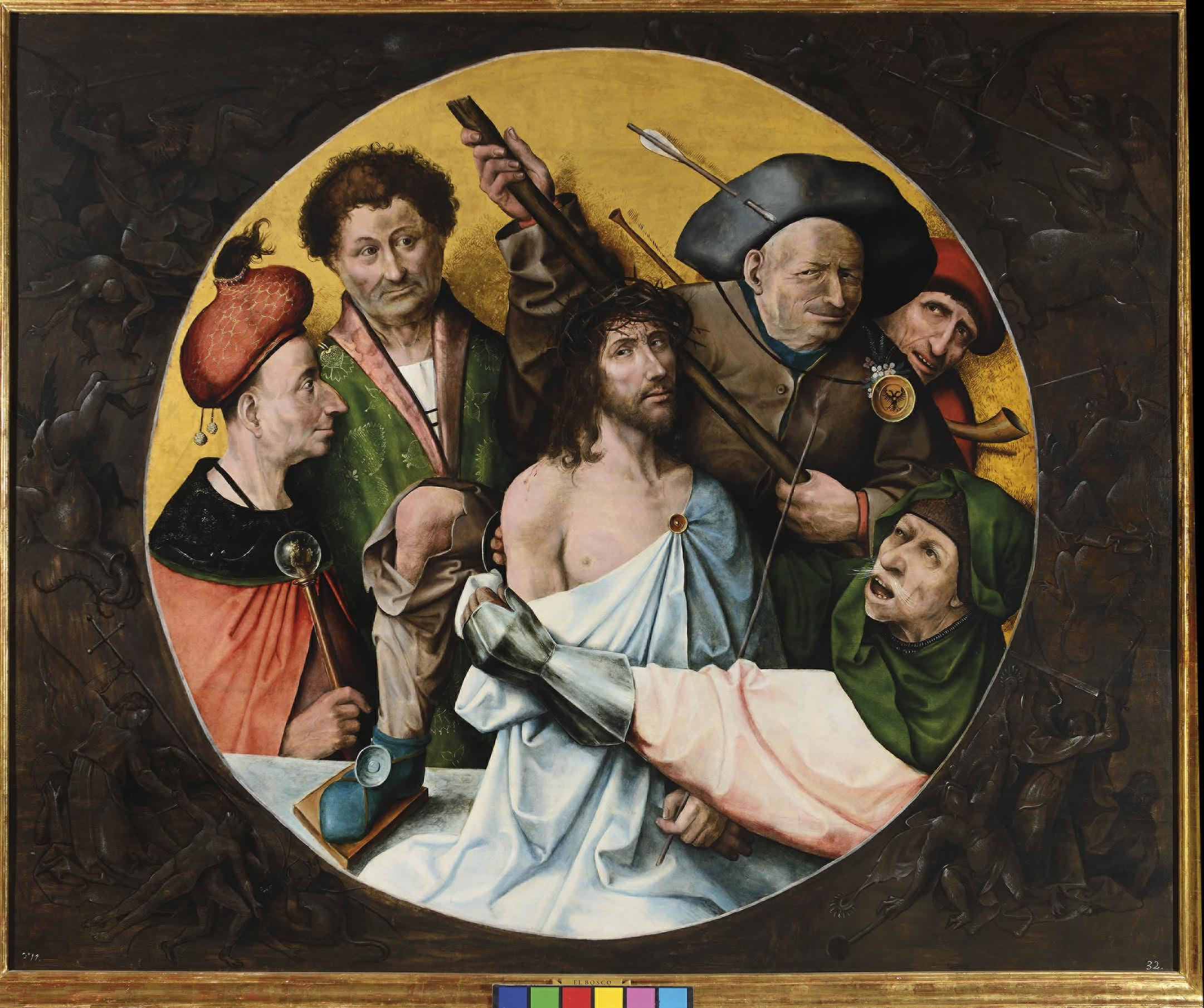
La coronación de espinas o Los improperios, de El Bosco (hay otras versiones).
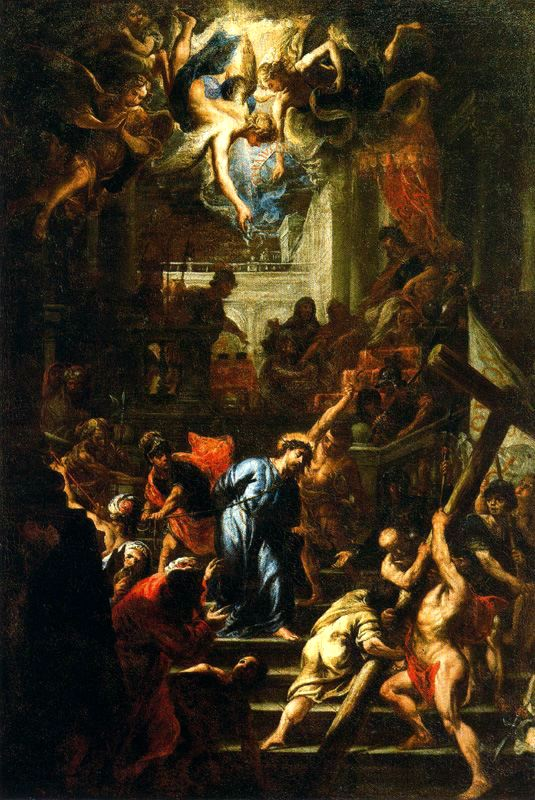
Jesucristo en la noche de su Pasión o Cristo en el Pretorio, de Pedro Ruiz González, 1673.
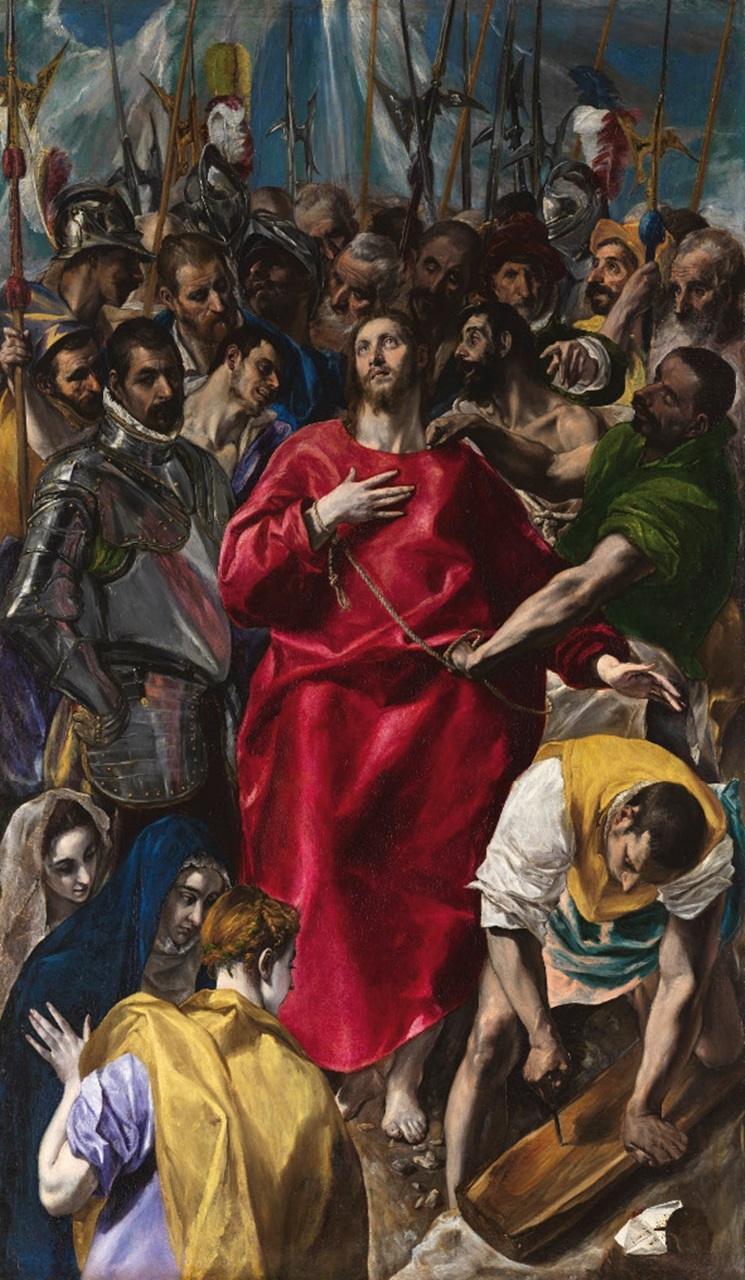
El expolio (El Greco, Toledo), 1577-1579.

La fuente principal de estos episodios son los evangelios canónicos (Evangelio de Mateo, Evangelio de Marcos, Evangelio de Lucas y Evangelio de Juan). La Pasión es un punto central del cristianismo, al interpretarse hermenéuticamente como el cumplimiento en Cristo de las profecías del Antiguo Testamento vinculadas al Mesías, y el establecimiento de una segunda alianza entre Dios Padre y los hombres mediante el sacrificio de Dios Hijo (la segunda persona de la Santísima Trinidad) que de ese modo redime o salva a la humanidad del pecado.

## Relatos según los cuatro evangelios canónicos
Los relatos de la Pasión se encuentran en los cuatro evangelios canónicos, Mateo, Marcos, Lucas y Juan. Tres de ellos, Mateo, Marcos y Lucas, conocidos como Evangelios sinópticos, ofrecen relatos similares. El relato del Evangelio de Juan varía significativamente.
Los eruditos no se ponen de acuerdo sobre qué acontecimientos que rodean la muerte de Jesús deben considerarse parte del "relato de la Pasión", y cuáles simplemente preceden y suceden al propio relato de la Pasión. Por ejemplo, Puskas y Robbins (2011) comienzan la Pasión después del arresto de Jesús y antes de su resurrección, incluyendo así sólo los juicios, la crucifixión y la muerte de Jesús. En la obra del papa Benedicto XVI Jesús de Nazaret. Desde la entrada en Jerusalén hasta la resurrección (2011), el término "Pasión" coincide completamente con la crucifixión y muerte de Jesús; no incluye acontecimientos anteriores y excluye específicamente el entierro y la resurrección.  Otros como Matson y Richardson (2014) adoptan un enfoque más amplio y consideran que la entrada triunfal, la última cena, el juicio ante Pilato, la crucifixión, el entierro y la resurrección constituyen colectivamente la llamada "Semana de la Pasión". 

### Argumento básico
Tomando un enfoque inclusivo, la "Pasión" puede incluir:

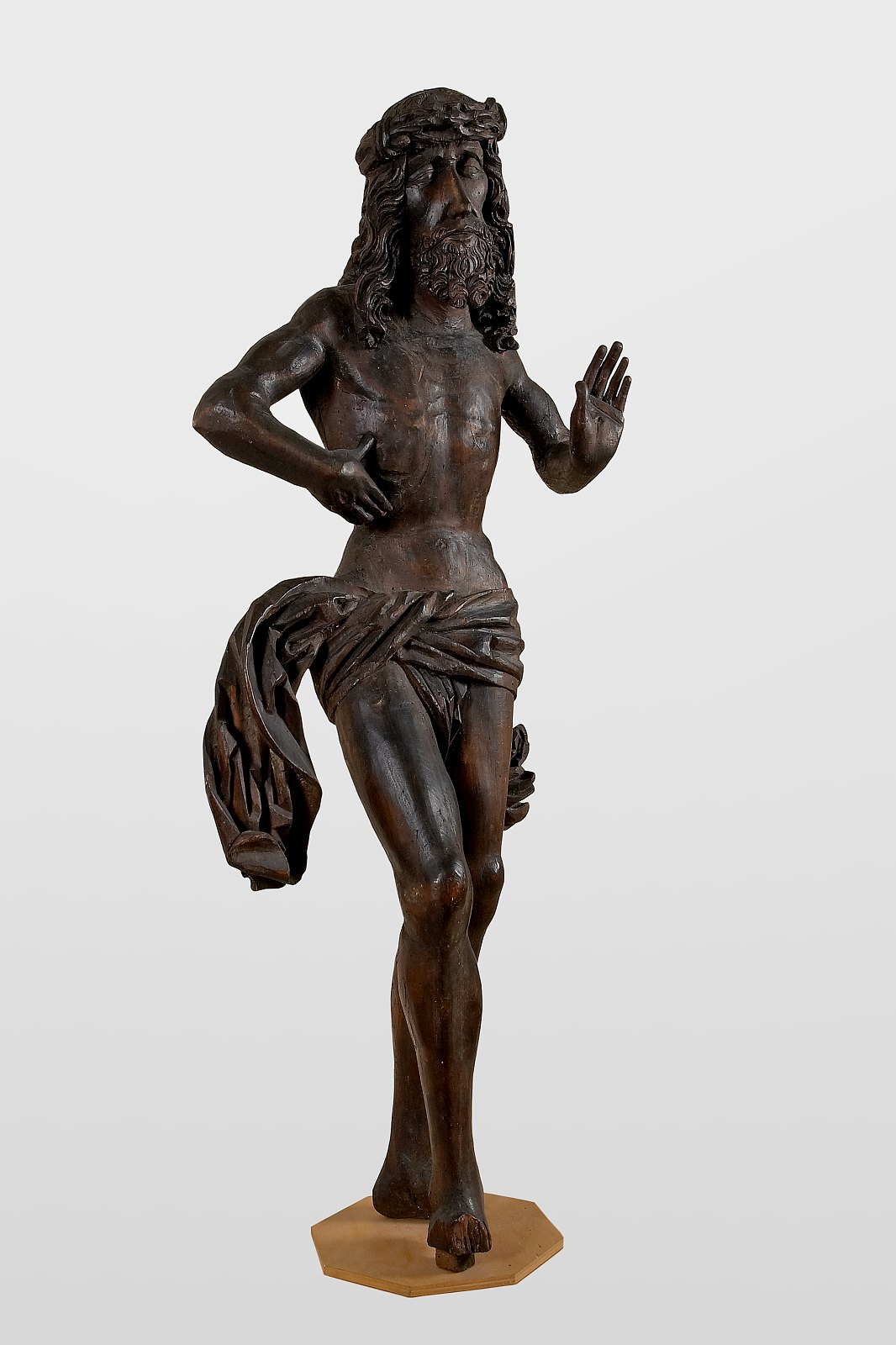
Siglo XVI escultura de Cristo sufriente, Cheb, Chequia

- Entrada triunfal en Jerusalén: algunas personas dan la bienvenida a Jesús cuando entra en Jerusalén.
- La expulsión de los mercaderes del Templo: Jesús expulsa a los mercaderes de ganado y a los cambistas del Templo de Jerusalén.
- La unción de Jesús por una mujer durante una comida unos días antes de la Pascua. Jesús dice que por esto siempre será recordada.
- La Última Cena compartida por Jesús y sus discípulos en Jerusalén. Jesús da las últimas instrucciones, predice su traición, y les dice a todos que le recuerden.
- Jesús predice la negación de Pedro: en el camino hacia Getsemaní después de la comida, Jesús dice a los discípulos que todos caerán esa noche. Después de que Pedro protesta que no lo hará, Jesús dice que Pedro lo negará tres veces antes de que cante el gallo.
- La oración en el huerto de Getsemaní: más tarde esa noche en Getsemaní, Jesús reza mientras los discípulos descansan. Lucas el evangelista en 22:43-44 de su evangelio añade que Jesús estaba aterrorizado y sudaba sangre; sin embargo, los manuscritos más antiguos del Evangelio de Lucas no contienen estos dos versículos, los otros tres evangelios canónicos tampoco mencionan este suceso, y varios manuscritos contienen estos versículos en otros lugares, incluso en el Evangelio de Mateo (lo que sugiere repetidos intentos de inserción); así, la mayoría de los eruditos modernos consideran esta tradición una interpolación cristiana posterior, probablemente para contrarrestar el docetismo..[7][8][9]
- El arresto de Jesús: entonces Judas Iscariote conduce o bien "un destacamento de soldados y algunos oficiales de los sumos sacerdotes y fariseos"[10] (acompañados según el Evangelio de Lucas por los sumos sacerdotes y los ancianos),[11] o una "gran muchedumbre armada de espadas y palos, enviada por los sumos sacerdotes y los ancianos del pueblo",[12][13] que arresta a Jesús; todos sus discípulos huyen. Durante el arresto en Getsemaní, alguien (Pedro según Juan) toma una espada y le corta la oreja al sirviente del sumo sacerdote, Malco.
- El juicio de Jesús ante el Sanedrín en el palacio del sumo sacerdote, esa misma noche. La parte que arresta lleva a Jesús al Sanedrín (tribunal supremo judío); según el Evangelio de Lucas, Jesús es golpeado por sus guardias judíos antes de su interrogatorio;[14] el tribunal lo examina, en el transcurso del cual, según el Evangelio de Juan, Jesús es golpeado en la cara por uno de los oficiales judíos;[15] el tribunal determina que merece morir. Según el Evangelio de Mateo, el tribunal entonces "le escupieron en la cara y le golpearon con los puños"[16] Luego lo envían a Poncio Pilato. Según los evangelios sinópticos, el sumo sacerdote que examina a Jesús es Caifás; en Juan, Jesús también es interrogado por Anás, suegro de Caifás.
- La negación de Pedro en el patio fuera del palacio del sumo sacerdote, al mismo tiempo. Pedro ha seguido a Jesús y se ha unido a la turba que espera el destino de Jesús; sospechan que es un simpatizante, por lo que Pedro niega repetidamente conocer a Jesús. De repente, canta el gallo y Pedro recuerda lo que había dicho Jesús.
- El juicio de Pilato a Jesús, por la mañana temprano. Poncio Pilato, el gobernador romano de Judea, interroga a Jesús, pero no puede encontrar ninguna falta en él (según algunos evangelios, Pilato declara explícitamente la inocencia de Jesús); sin embargo, los líderes judíos y la multitud exigen la muerte de Jesús; Pilato les da a elegir entre salvar a Barrabás, un criminal, o salvar a Jesús. En respuesta a los gritos de la multitud, Pilato manda crucificar a Jesús.
- El Vía Crucis: Jesús y otros dos condenados son obligados a caminar hacia su lugar de ejecución. Según los sinópticos, Simón de Cirene es obligado a llevar la cruz de Jesús, mientras que Juan escribe que Jesús llevó su cruz él mismo.
- La crucifixión de Jesús: Jesús y los otros dos condenados son clavados en cruces en el Gólgota, una colina a las afueras de Jerusalén, a última hora de la mañana hasta media tarde. En los evangelios se recogen varios dichos de Jesús en la cruz antes de morir.
- Al sepultura de Jesús: el cuerpo de Jesús es bajado de la cruz y puesto en una tumba por José de Arimatea (y Nicodemo según Juan).
- La resurrección de Jesús: Jesús resucita de entre los muertos, dejando tras de sí una tumba vacía y, al parecer, apareciéndose a varios de sus seguidores.

## Liturgia y devociones
La liturgia de la Semana Santa conmemora todo el ciclo de la Pasión. El símbolo cristiano más extendido, la cruz, representa precisamente la muerte de Jesús (o, según su interpretación en la Teología cristiana, su triunfo sobre la muerte). Hay numerosas devociones vinculadas a la Pasión, entre las que destacan:
- el Via Crucis (que contempla en catorce "estaciones" diferentes escenas de la Pasión, deteniéndose frente a una imagen o una cruz y rezando);
- los "misterios dolorosos" del rosario;
- la meditación de las Siete Palabras;
- las representaciones dramatizadas de la Pasión, y las procesiones religiosas.

## Iconografía

### Elvía crucis

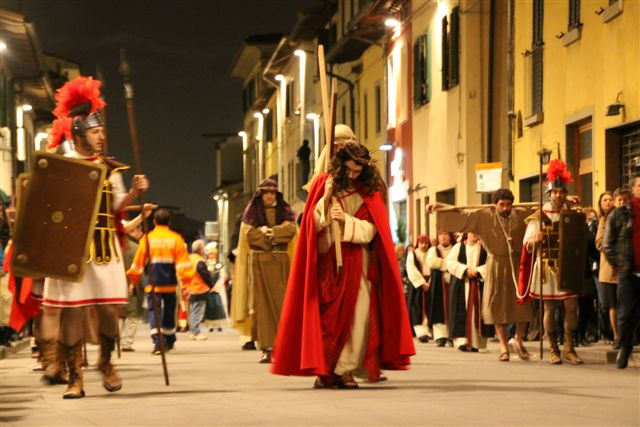
Un momento del Vía Crucis de Campi Bisenzio.

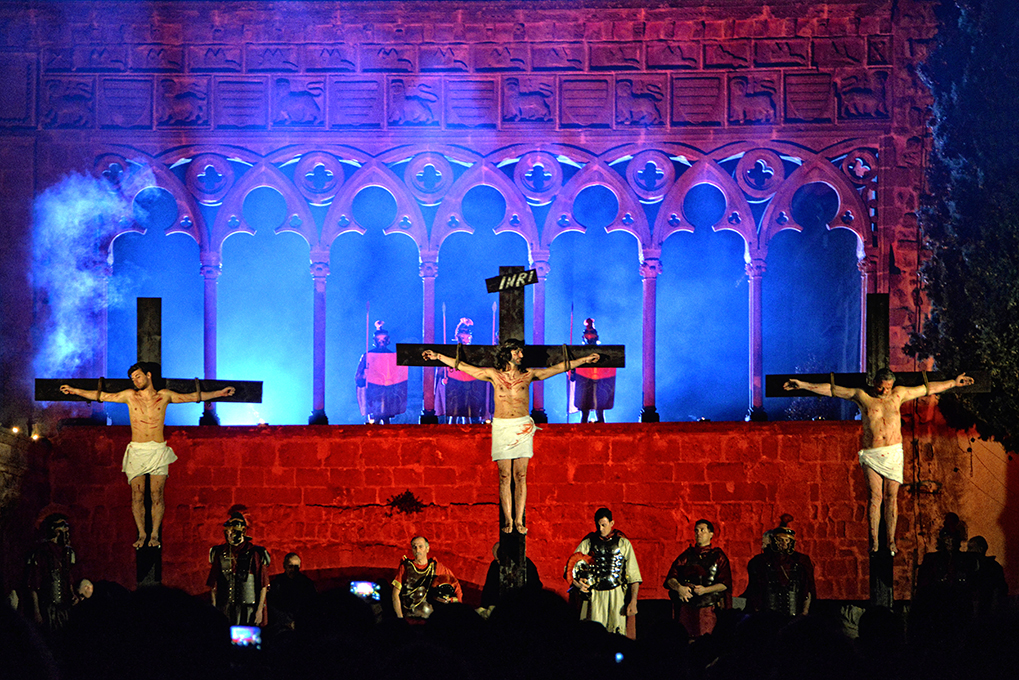
Representación de la Pasión en Viterbo, 2016

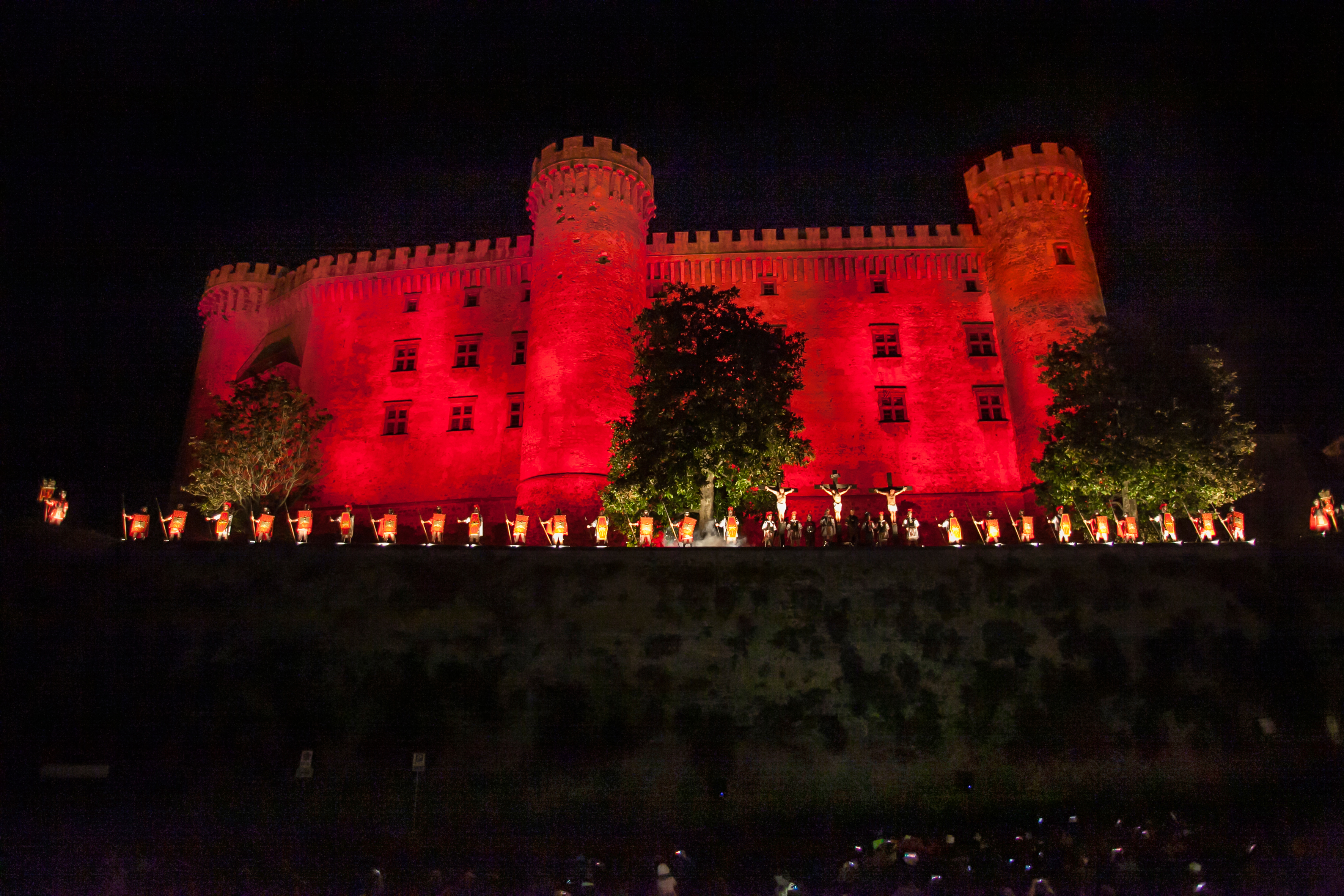
Un momento de la crucifixión - Rione Monti Bracciano

El Vía crucis es un ejercicio piadoso de la Iglesia católica, con el cual los cristianos recuerdan en oración el camino de Jesús hacia el Gólgota llevando la cruz. Se compone tradicionalmente de 14 estaciones, cada una de las cuales evoca un momento de la Pasión (algunos de estos aparecen en los Evangelios, otros son añadidos por la tradición). Hay representaciones artísticas de cada paso del viacrucis.

### Episodios de la Pasión en el arte
Son innumerables las obras de arte que representan episodios de la Pasión. La Pasión de Cristo es un tema recurrente en el arte cristiano. Su representación puede incluirse dentro del más amplio ciclo de la vida de Cristo, puede adecuarse estrictamente a los límites propios del concepto "Pasión", o incluso limitarse a una parte restringida de este (por ejemplo, al conjunto de las escenas del camino del Calvario), o a un solo episodio evangélico. 
Entre los más representados:
- la Última cena y el Lavatorio de pies;
- la oración en Getsemaní;
- el prendimiento de Jesús y las distintas fases de su juicio;
- la flagelación;
- la Coronación de espinas
- la subida al Calvario;
- la crucifixión;
- el descendimiento de la cruz (con las formas específicas de la Pietà y del Llanto sobre Cristo muerto).

Hay diversos elementos iconográficos identificativos de la Pasión de Cristo o de cada una de sus escenas. Los más usuales son:
- Las treinta monedas de plata que costó la traición de Judas Iscariote.
- La espada o dos espadas citadas en los pasajes evangélicos que van desde la última cena hasta el prendimiento de Cristo en el Huerto de los Olivos.
- El gallo cuyo canto (profetizado por Cristo) anunció las tres negaciones de San Pedro.
- El pilar y el látigo. Véase Cristo en la columna.
- La corona de espinas, el manto (a veces confundido con la túnica de Cristo) y otros los atributos reales usados para hacerle mofa, incluida la inscripción "INRI".
- La cruz y los instrumentos (llamados Arma Christi o instrumentos de la Pasión)[18] usados para clavarlo a ella (martillo, tenazas y los clavos de Cristo -cuyo número y disposición han sido históricamente objeto de debate-). Véase Cristo crucificado.
- La esponja con vinagre que le dan para calmar su sed y los dados con los que los soldados se rifaron sus vestidos (véase Las Siete Palabras).
- La lanza con la que le hirió Longinos.
- El cáliz que recogió la sangre de sus heridas, y que se identifica legendariamente con el de la última cena (Santo Grial)
- La escalera usada para bajar el cuerpo. Véase Descendimiento de Cristo.
- La vasija que contenía la mirra con que José de Arimatea ungió el cuerpo de Cristo[19] y el Santo Sudario usados en su entierro.

### Iconografía evangélica del perfume
La palabra "Cristo" significa "ungido", y la crismación o unción es un elemento importante en varios rituales cristianos, así como símbolo de diferentes tópicos cristianos. Para San Cirilo de Jerusalén este ritual identifica al cristiano con Cristo, insistiendo en sus implicaciones sensoriales ("el cristiano es perfume de Cristo"). La iconografía de las vasijas o tarros que contienen perfumes o ungüentos (y su interpretación metafórica -el alma, la gracia divina, los sacramentos-) és de la Pasión (los regalos de los magos de Oriente, la que conservó el santo prepucio tras la circuncisión de Jesús, la que utilizó la mujer que perfuma con sus cabellos los pies de Cristo en casa de Simón el fariseo o en Betania -María de Betania- o la que ungió su cabeza quebrando la vasija de perfume -la personalidad de estas mujeres tradicionalmente se asocia hasta confundirse, identificándose con María Magdalena-, o las que llevaban las Tres Marías al sepulcro -que hallaron vacío después de la resurrección-).
Véase unción con perfume de Jesús y olor de santidad.